# Schietsport op de Paralympische Zomerspelen 1992
De IXe Paralympische Spelen werden in 1992 gehouden in het Spaanse Barcelona, waar ook dat jaar de Olympische Spelen werden gehouden. Dit was de laatste keer dat de Zomer en de Winter Spelen in hetzelfde jaar werden gehouden. Schieten was een van de 16 sporten die werden beoefend tijdens deze spelen. 

## Evenementen
Er stonden bij het schieten 16 evenementen op het programma, 4 voor de mannen en 12 gemengde evenementen. 
mannen
- Luchtpistool, SH1
- Luchtpistool, SH2
- Luchtgeweer, staand - SH1
- Luchtgeweer, staand - SH2

Gemengd
- Luchtpistool, SH1>3
- Luchtgeweer, 3x40 - SH2
- Luchtgeweer, 3x40 - SH3
- Luchtgeweer, 3x40 - SH4
- Luchtgeweer, staand - SH1>3
- Engelse Wedstrijd - SH1>3
- Vrij Pistool - SH1>3
- Olympische Wedstrijd - SH2
- Olympische Wedstrijd - SH3
- Olympische Wedstrijd - SH4
- SB Vrij geweer - SH1-2
- Sport pistool - SH1>3

## Mannen

### Luchtpistool
| Klasse | Punten | land | Goud                | land | Zilver           | land | Brons            |
| ------ | ------ | ---- | ------------------- | ---- | ---------------- | ---- | ---------------- |
| SH1    | 658.2  | IPP  | Branimir Jovanovski | IPP  | Radomir Rakonjac | KOR  | Young Soo Kang   |
| SH2    | 666.3  | FRA  | Pierre Guivarch     | KOR  | Jae Hwan Paik    | FRA  | Philippe Michoux |

### Luchtgeweer
| Klasse | Onderdeel | Punten | land | Goud            | land | Zilver         | land | Brons         |
| ------ | --------- | ------ | ---- | --------------- | ---- | -------------- | ---- | ------------- |
| SH1    | staand    | 567    | GER  | Aloys Schneider | KOR  | Jin Dong Jung  | GBR  | Robert Cooper |
| SH2    | staand    | 686.8  | SWE  | Jonas Jacobsson | GER  | Johann Brunner | FRA  | Serge Pittard |

## Gemengd

### Luchtpistool
| Klasse | Punten | land | Goud           | land | Zilver       | land | Brons          |
| ------ | ------ | ---- | -------------- | ---- | ------------ | ---- | -------------- |
| SH1>3  | 464.7  | IPP  | Ruzica Aleksov | DEN  | Lone Overbye | CAN  | Heather Kuttai |

### Luchtgeweer
| Klasse | Onderdeel | Punten | land | Goud           | land | Zilver            | land | Brons           |
| ------ | --------- | ------ | ---- | -------------- | ---- | ----------------- | ---- | --------------- |
| SH2    | 3x40      | 1285.1 | GER  | Johann Brunner | SWE  | Anders Lundvall   | SWE  | Jonas Jacobsson |
| SH3    | 3x40      | 1279.0 | GER  | Siegmar Henker | DEN  | Kazimierz Mechula | KOR  | Joo Sik Lee     |
| SH4    | 3x40      | 1290.2 | ITA  | Santo Mangano  | DEN  | Charlotte Streton | GBR  | Kevin John Hyde |
| SH1>3  | staand    | 487.2  | GBR  | Deanna Coates  | KOR  | Im Yeon Kim       | GER  | Siegmar Henker  |

### Engelse Wedstrijd
| Klasse | Punten | land | Goud            | land | Zilver        | land | Brons         |
| ------ | ------ | ---- | --------------- | ---- | ------------- | ---- | ------------- |
| SH1>3  | 687.4  | GER  | Aloys Schneider | KOR  | Jin Dong Jung | GBR  | John Campbell |

### Vrij pistool
| Klasse | Punten | land | Goud         | land | Zilver        | land | Brons      |
| ------ | ------ | ---- | ------------ | ---- | ------------- | ---- | ---------- |
| SH1>3  | 614    | CAN  | Laszlo Decsi | KOR  | Jae Hwan Paik | BEL  | Jan Boonen |

### Olympische Wedstrijd
| Klasse | Punten | land | Goud              | land | Zilver            | land | Brons              |
| ------ | ------ | ---- | ----------------- | ---- | ----------------- | ---- | ------------------ |
| SH2    | 704.4  | SWE  | Jonas Jacobsson   | GER  | Johann Brunner    | FIN  | Reino Landstedt    |
| SH3    | 698.5  | GER  | Siegmar Henker    | DEN  | Kazimierz Mechula | ITA  | Oscar de Pellegrin |
| SH4    | 701.1  | DEN  | Charlotte Streton | DEN  | Jan Kristensen    | FIN  | Anja Nurmi         |

### SB Vrij geweer
| Klasse | Onderdeel | Punten | land | Goud        | land | Zilver         | land | Brons           |
| ------ | --------- | ------ | ---- | ----------- | ---- | -------------- | ---- | --------------- |
| SH1-2  | 3x40      | 1229.8 | KOR  | Im Yeon Kim | GER  | Johann Brunner | GER  | Aloys Schneider |

### Sport pistool
| Klasse | Punten | land | Goud       | land | Zilver       | land | Brons               |
| ------ | ------ | ---- | ---------- | ---- | ------------ | ---- | ------------------- |
| SH1>3  | 655    | BEL  | Jan Boonen | ESP  | Luis Salgado | AUT  | Hubert Aufschnaiter |

Atletiek · Bankdrukken · Basketbal · Boogschieten · Boccia · CP-voetbal · Gewichtheffen · Goalball · Judo · Schermen · Schietsport · Tafeltennis · Tennis · Volleybal · Wielersport · Zwemmen
Toronto 1976 ·
Arnhem 1980 ·
New York & Stoke Mandeville 1984 ·
Seoel 1988 ·
Barcelona 1992 ·
Atlanta 1996 ·
Sydney 2000 ·
Athene 2004 ·
Peking 2008 ·
Londen 2012 ·
Rio de Janeiro 2016 ·
Tokio 2020 ·
Parijs 2024 ·
Los Angeles 2028